# Liste der Baudenkmäler in Drachselsried

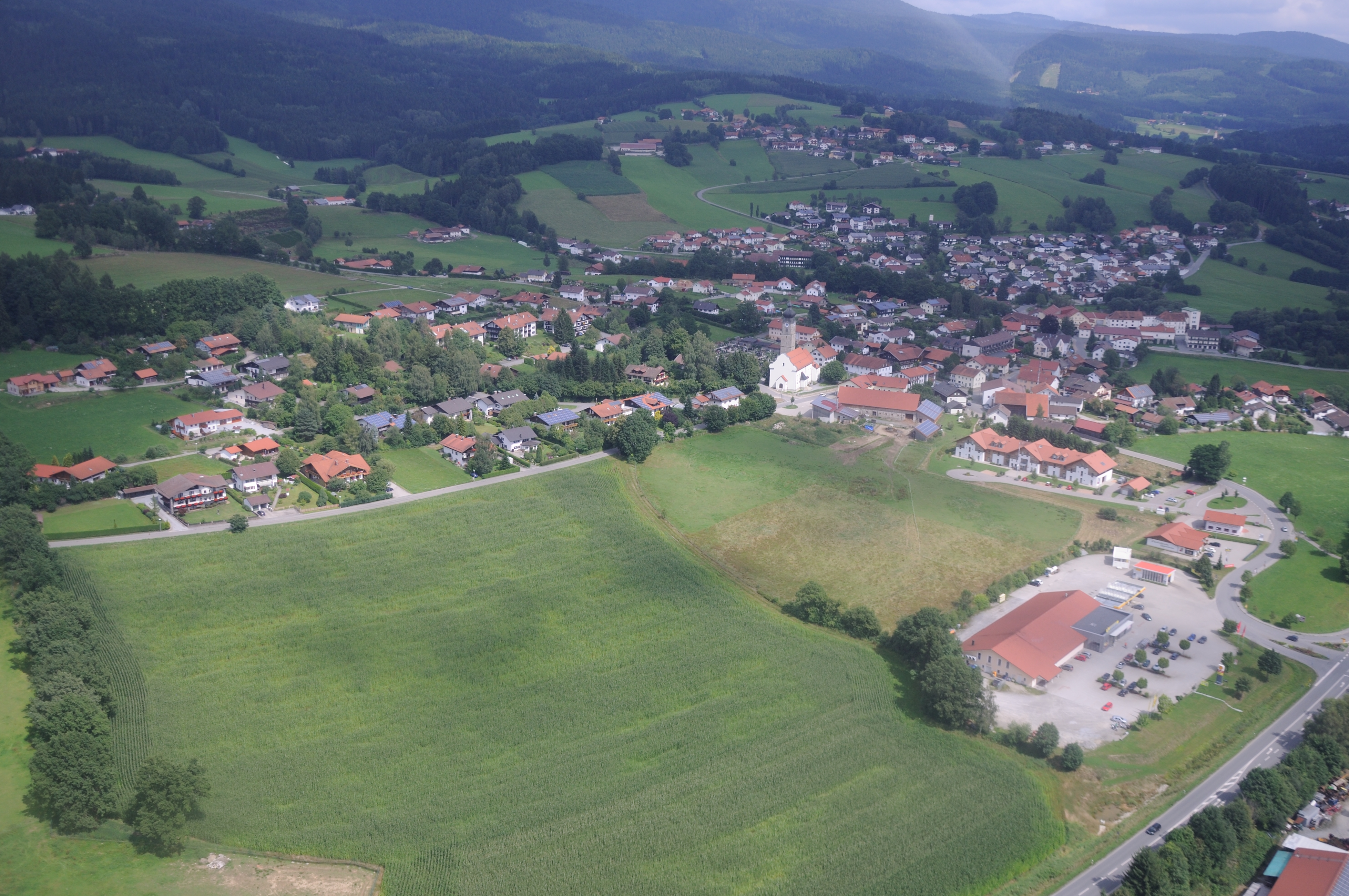
Blick auf Drachselsried

Auf dieser Seite sind die Baudenkmäler in der niederbayerischen Gemeinde Drachselsried zusammengestellt. Diese Tabelle ist eine Teilliste der Liste der Baudenkmäler in Bayern. Grundlage ist die Bayerische Denkmalliste, die auf Basis des Bayerischen Denkmalschutzgesetzes vom 1. Oktober 1973 erstmals erstellt wurde und seither durch das Bayerische Landesamt für Denkmalpflege geführt wird. Die folgenden Angaben ersetzen nicht die rechtsverbindliche Auskunft der Denkmalschutzbehörde.

## Baudenkmäler nach Ortsteilen

### Drachselsried
| Lage                           | Objekt                                  | Beschreibung | Akten-Nr.             | Bild           |
| ------------------------------ | --------------------------------------- | --- | --------------------- | -------------- |
| Haufenmühle 2 1/2 (Standort)   | Ausnahmhaus der Haufenmühle             | Waldlerhaustyp, eingeschossiger Flachsatteldachbau mit Kniestock und Giebelschrot, Blockbau, zum Teil massiv, erste Hälfte 19. Jahrhundert.                                                           | D-2-76-120-6 Wikidata | BW             |
| Hofmark 1 (Standort)           | Gasthof zum Schlossbräu                 | Dreigeschossiger kompakter Walmdachbau, Fenster mit barockisierenden Putzgliederungen, im Kern 18. Jahrhundert.                                                                                       | D-2-76-120-1 Wikidata | BW             |
| Hofmark 15 a (Standort)        | Wohnteil eines ehemaligen Einfirsthofes | Zweigeschossiger Flachsatteldachbau, Blockbau, erste Hälfte 19. Jahrhundert. | D-2-76-120-2 Wikidata | BW             |
| Poschingerstraße 18 (Standort) | Waldlerhaus                             | Eineinhalbgeschossiger Flachsatteldachbau mit Giebelschrot, verschindelter Blockbau, erstes Viertel 19. Jahrhundert.                                                                                  | D-2-76-120-3 Wikidata | BW             |
| Zellertalstraße 18 (Standort)  | Katholische Pfarrkirche St. Aegidius    | Saalkirche mit Steildach und Schweifgiebel, eingezogener, fünfseitig geschlossener Chor, Flankenturm mit Zwiebelhaube, neubarock, 1922/23; mit Ausstattung; Friedhofsmauer, Bruchstein, gleichzeitig. | D-2-76-120-4 Wikidata | weitere Bilder |

### Brennersried
| Lage                         | Objekt          | Beschreibung | Akten-Nr.              | Bild |
| ---------------------------- | --------------- | --- | ---------------------- | ---- |
| Brennersried 5 (Standort)    | Kleinbauernhaus | Waldlerhaustyp, eineinhalbgeschossiger Flachsatteldachbau mit Giebelschrot, Oberteil Blockbau, erste Hälfte 19. Jahrhundert.      | D-2-76-120-14 Wikidata | BW   |
| Viechtacher Egern (Standort) | Ausnahmhaus     | Zweigeschossiger Flachsatteldachbau, Blockbau, zum Teil ausgemauert, drittes Viertel 19. Jahrhundert.                             | D-2-76-120-13 Wikidata | BW   |
| Viechtacher Egern (Standort) | Hofkapelle      | Walmdachbau mit Dachüberstand und wenig eingezogenem, halbrund geschlossenem Chor, erste Hälfte 19. Jahrhundert; mit Ausstattung. | D-2-76-120-15 Wikidata | BW   |

### Frath
| Lage               | Objekt                       | Beschreibung                                                                                              | Akten-Nr.              | Bild |
| ------------------ | ---------------------------- | --- | ---------------------- | ---- |
| Frath 1 (Standort) | Wohnteil eines Dreiseithofes | Zweigeschossiger Satteldachbau, Blockbau, Ende 18. Jahrhundert, Dach später.                              | D-2-76-120-18 Wikidata | BW   |
| Frath 3 (Standort) | Kleinbauernhaus              | Zweigeschossiger Flachsatteldachbau, im Kern 18. Jahrhundert, Blockbauobergeschoss wohl 19. Jahrhundert.  | D-2-76-120-19 Wikidata | BW   |
| Frath 6 (Standort) | Kleinbauernhaus              | Zweigeschossiger Flachsatteldachbau mit Giebelschrot, Blockbau, zum Teil massiv, im Kern 18. Jahrhundert. | D-2-76-120-20 Wikidata | BW   |

### Grafenried
| Lage                                                    | Objekt                        | Beschreibung                                                                     | Akten-Nr.              | Bild |
| ------------------------------------------------------- | ----------------------------- | -------------------------------------------------------------------------------- | ---------------------- | ---- |
| Frathweg 7, an der Straße nach Drachselsried (Standort) | Lange Reihe von Totenbrettern | Vor und nach 1900.                                                               | D-2-76-120-24 Wikidata | BW   |
| Kapellenweg 4 (Standort)                                | Traidkasten                   | Kleiner geständerter Blockbau mit Flachsatteldach, erste Hälfte 19. Jahrhundert. | D-2-76-120-22 Wikidata | BW   |

### Haberbühl
| Lage                   | Objekt     | Beschreibung | Akten-Nr.              | Bild |
| ---------------------- | ---------- | --- | ---------------------- | ---- |
| Haberbühl 1 (Standort) | Hofkapelle | Satteldachbau mit wenig eingezogenem, fünfseitig geschlossenem Chor und Dachreiter, wohl drittes Viertel 19. Jahrhundert. | D-2-76-120-25 Wikidata | BW   |

### Kolbersbach
| Lage                     | Objekt      | Beschreibung | Akten-Nr.              | Bild |
| ------------------------ | ----------- | --- | ---------------------- | ---- |
| Kolbersbach 3 (Standort) | Waldlerhaus | Eineinhalbgeschossiger Flachsatteldachbau mit Giebel- und Traufschrot, Blockbau, zum Teil massiv, bezeichnet mit „1799“. | D-2-76-120-26 Wikidata | BW   |

### Lesmannsried
| Lage                         | Objekt                                | Beschreibung | Akten-Nr.              | Bild |
| ---------------------------- | ------------------------------------- | --- | ---------------------- | ---- |
| Lesmannsried 8 (Standort)    | Ausnahmhaus                           | Zweigeschossiger und verschindelter Blockbau, nach Norden Stadel, erste Hälfte 19. Jahrhundert, Flachsatteldach später, Stalltür bezeichnet mit „1889“. | D-2-76-120-27 Wikidata | BW   |
| Nähe Lesmannsried (Standort) | Kapelle                               | Walmdachbau mit Dachüberstand, halbrund geschlossen, erstes Viertel 19. Jahrhundert; mit Ausstattung.                                                   | D-2-76-120-28 Wikidata | BW   |
| Nähe Lesmannsried (Standort) | Steinkreuz, sogenanntes Schwedenkreuz | Granit, Anfang 17. Jahrhundert. | D-2-76-120-29 Wikidata | BW   |

### Oberried
| Lage                             | Objekt                                    | Beschreibung | Akten-Nr.              | Bild           |
| -------------------------------- | ----------------------------------------- | --- | ---------------------- | -------------- |
| Dorfstraße 16 (Standort)         | Wohnteil eines ehemaligen Wohnstallhauses | Verschindelter, zweigeschossiger Blockbau, um 1750 (dendrochronologisch datiert), Dachwerk 1927; ruinöser Stallteil 2008/10 rekonstruiert.                             | D-2-76-120-31 Wikidata | BW             |
| Kirchenweg 13 (Standort)         | Expositurkirche Mariä Namen               | Saalkirche mit Steildach und eingezogenem Rechteckchor, Flankenturm mit Pyramidendach, 1953–54; mit Ausstattung; vorgelagerte Treppenanlage mit seitlichen Mauerzügen. | D-2-76-120-46          | weitere Bilder |
| Rehberger Straße 3 (Standort)    | Kapellenbildstock                         | Mit halbrunder Bildnische, zweite Hälfte 19. Jahrhundert. | D-2-76-120-32 Wikidata | BW             |
| Schönbacher Straße 17 (Standort) | Ehemaliger Einfirsthof                    | Zweigeschossiger Flachsatteldachbau, verschindelter Blockbau, nach Norden Stadel, erstes Viertel 19. Jahrhundert.                                                      | D-2-76-120-30 Wikidata | BW             |

### Rehberg
| Lage                  | Objekt                            | Beschreibung                                                                              | Akten-Nr.              | Bild |
| --------------------- | --------------------------------- | ----------------------------------------------------------------------------------------- | ---------------------- | ---- |
| Rehberg 12 (Standort) | Wohnstallhaus eines Dreiseithofes | Zweigeschossiger Flachsatteldachbau, Obergeschoss-Blockbau, erste Hälfte 19. Jahrhundert. | D-2-76-120-33 Wikidata | BW   |

### Schareben
| Lage                                | Objekt               | Beschreibung | Akten-Nr.              | Bild |
| ----------------------------------- | -------------------- | --- | ---------------------- | ---- |
| Schareben 1; Schareben 2 (Standort) | Ehemaliges Forsthaus | Eingeschossiger und zweiflügeliger Flachsatteldachbau, zum Teil Holzbau, verschindelt, 1850; Nebengebäude, zweigeschossiger verschindelter Flachsatteldachbau, Balkon mit Maßwerkbalustrade, um 1835. | D-2-76-120-36 Wikidata | BW   |

### Schönbach
| Lage                   | Objekt                           | Beschreibung | Akten-Nr.              | Bild |
| ---------------------- | -------------------------------- | --- | ---------------------- | ---- |
| Schönbach 2 (Standort) | Waldlerhaus                      | Eineinhalbgeschossiger Blockbau mit Flachsatteldach, Trauf- und Giebelschrot, Ende 18. Jahrhundert; 1985 von Blachendorf hierher transferiert. | D-2-76-120-45 Wikidata | BW   |
| Schönbach 6 (Standort) | Ehemaliges Glashüttenmeisterhaus | Zweigeschossiger Walmdachbau mit Freitreppe und hölzernem Obergeschoss, erste Hälfte 19. Jahrhundert.                                          | D-2-76-120-37 Wikidata | BW   |

### Staudenschedl
| Lage                  | Objekt  | Beschreibung                                                                             | Akten-Nr.              | Bild |
| --------------------- | ------- | ---------------------------------------------------------------------------------------- | ---------------------- | ---- |
| Obere Zell (Standort) | Kapelle | Kleiner Steildachbau, halbrund geschlossen, 18./Anfang 19. Jahrhundert; mit Ausstattung. | D-2-76-120-39 Wikidata | BW   |

### Unterried
| Lage                    | Objekt                            | Beschreibung | Akten-Nr.              | Bild                              |
| ----------------------- | --------------------------------- | --- | ---------------------- | --------------------------------- |
| In Unterried (Standort) | Ortskapelle                       | Satteldachbau mit Dachreiter, halbrund geschlossen, 1895; mit Ausstattung.                                                 | D-2-76-120-40 Wikidata | Ortskapelle                       |
| Unterried 15 (Standort) | Wohnstallhaus eines Dreiseithofes | Mächtiger zweigeschossiger Satteldachbau mit Segmentbogenfenstern, Ziegelmauerwerk mit Zierfriesen, bezeichnet mit „1873“. | D-2-76-120-43 Wikidata | Wohnstallhaus eines Dreiseithofes |
| Unterried 23 (Standort) | Wohnstallhaus eines Hakenhofes    | Waldlerhaustyp, eineinhalbgeschossiger Blockbau mit Flachsatteldach und Giebelschrot, Ende 18. Jahrhundert.                | D-2-76-120-41 Wikidata | BW                                |

### Wieshof
| Lage                                                                                      | Objekt           | Beschreibung                                            | Akten-Nr.              | Bild |
| ----------------------------------------------------------------------------------------- | ---------------- | ------------------------------------------------------- | ---------------------- | ---- |
| Hirtenberg; Point (Standort)                                                              | Wegkapelle       | Satteldachbau, halbrund geschlossen, bezeichnet „1857“. | D-2-76-120-44 Wikidata | BW   |
| Zellertalstraße 43, nahe der Trautmanns-Mühle an der Straße nach Drachselsried (Standort) | Zwei Steinkreuze | Granit, wohl 17. Jahrhundert.                           | D-2-76-120-7           | BW   |

## Ehemalige Baudenkmäler
In diesem Abschnitt sind Objekte aufgeführt, die früher einmal in der Denkmalliste eingetragen waren, jetzt aber nicht mehr. Objekte, die in anderem Zusammenhang also z. B. als Teil eines Baudenkmals weiter eingetragen sind, sollen hier nicht aufgeführt werden. Aktennummern in diesem Abschnitt sind ehemalige, jetzt nicht mehr gültige Aktennummern.
| Lage                                | Objekt                  | Beschreibung | Akten-Nr.              | Bild |
| ----------------------------------- | ----------------------- | --- | ---------------------- | ---- |
| Blachendorf 39 (Standort)           | Zugehöriger Traidkasten | Blockbau, im Kern erste Hälfte 19. Jahrhundert.                                                                                               | D-2-76-120-11 Wikidata | BW   |
| Blachendorf Haus Nummer 2 ()        | Kleiner Einfirsthof     | Mit Blockbau-Obergeschoss, im Kern Mitte 18. Jahrhundert, später erhöht.                                                                      | D-2-76-120-8 Wikidata  |      |
| Bühlhof (Standort)                  | Kleinbauernhaus         | Mit Blockbau-Obergeschoss, erste Hälfte 19. Jahrhundert.                                                                                      | D-2-76-120-17 Wikidata | BW   |
| Grafenried Barthlbühl 1 (Standort)  | Kleinbauernhaus         | Zweigeschossiger Blockbau, Mitte 19. Jahrhundert.                                                                                             | D-2-76-120-23 Wikidata | BW   |
| Grafenried Kapellenweg 7 (Standort) | Kleinbauernhaus         | Zweigeschossiger Flachsatteldachbau, Obergeschoss-Blockbau, nach Norden Stadel, Mitte 19. Jahrhundert, Dach später.                           | D-2-76-120-21 Wikidata | BW   |
| Rehberg 17 (Standort)               | Waldlerhaus             | Mit Blockbau-Oberteil und verbrettertem Giebelschrot, bezeichnet mit „1729“; westlich Stallanbau mit Blockbau-Obergeschoss (Austragswohnung). | D-2-76-120-35 Wikidata | BW   |